# Verpak
Verpak was een onderneming die voortkwam uit de fusie van twee strokartonfabrieken, namelijk Britannia en De Kroon, beide te Oude Pekela.
De naam Verpak stond voor: Verenigde papier- en kartonfabrieken. In 1965 vond de fusie plaats maar in 1970 fuseerde Verpak opnieuw, nu met Golfpapier- en Cartonnagefabriek Van Dam te Helmond en met Van Opstal Atlanta te Tilburg.
Bij de fusie in 1973 met Scholten carton werd de naam Kappa (Karton Productie en Papier) ingevoerd en verdween de naam Verpak.